# Charles Silmon
Charles Silmon (ur. 4 lipca 1991) – amerykański lekkoatleta specjalizujący się w biegach sprinterskich.
W 2010 roku zdobył srebrny medal w biegu na 100 metrów, a wraz z kolegami z reprezentacji wywalczył złoto w biegu rozstawnym 4 × 100 metrów podczas mistrzostw świata juniorów w Moncton. Złoty i brązowy medalista młodzieżowych mistrzostw NACAC. Srebrny medalista mistrzostw świata w Moskwie w biegu rozstawnym 4 × 100 metrów. Medalista mistrzostw NCAA oraz mistrzostw USA w różnych kategoriach wiekowych (także seniorów). 

## Osiągnięcia
| Rok  | Impreza                     | Miejsce  | Konkurencja        | Lokata     | Wynik |
| ---- | --------------------------- | -------- | ------------------ | ---------- | ----- |
| 2010 | Mistrzostwa świata juniorów | Moncton  | bieg na 100 m      | 2. miejsce | 10,23 |
| 2010 | Mistrzostwa świata juniorów | Moncton  | sztafeta 4 × 100 m | 1. miejsce | 38,93 |
| 2012 | Mistrzostwa NACAC U-23      | Irapuato | bieg na 100 m      | 3. miejsce | 10,17 |
| 2012 | Mistrzostwa NACAC U-23      | Irapuato | sztafeta 4 × 100 m | 1. miejsce | 38,94 |
| 2013 | Mistrzostwa świata          | Moskwa   | bieg na 100 m      | eliminacje | 10,34 |
| 2013 | Mistrzostwa świata          | Moskwa   | sztafeta 4 × 100 m | 2. miejsce | 37,66 |

## Rekordy życiowe
- Bieg na 100 metrów – 9,98 (2013) / 9,85w (2013)
- Bieg na 200 metrów – 20,23 (2013)